# Espineta

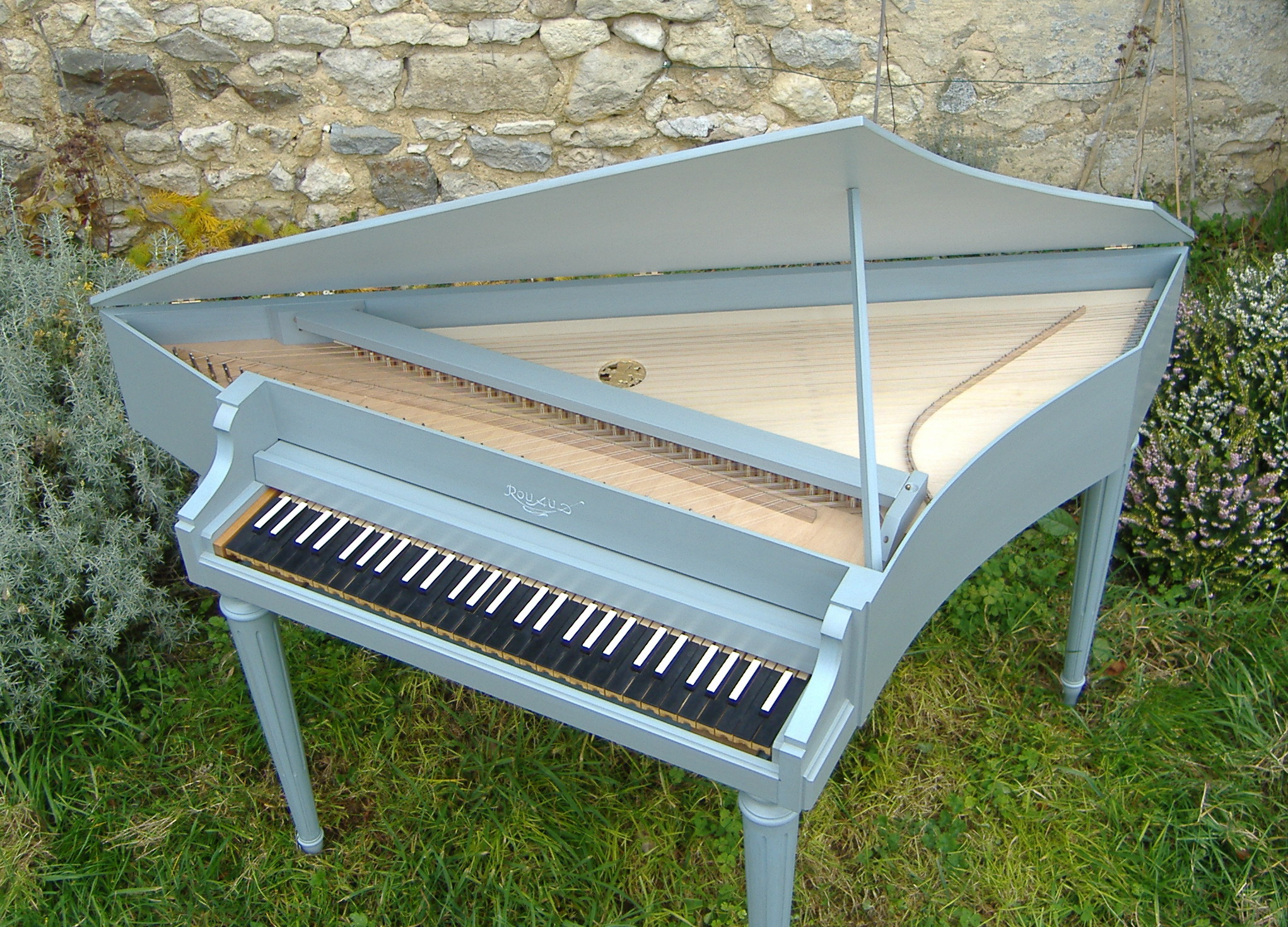
Espineta.

La espineta es un instrumento de tecla de la familia del clavecín, en el cual las cuerdas se pulsan mediante plectros. Por su parte, el piano se parece al clavicordio, en el cual las cuerdas se percuten mediante martilletes. A diferencia del clavecín, en la espineta a cada sonido asociado a una tecla, le corresponde una sola cuerda. Su mecanismo consiste en una serie de palancas verticales provistas de plectros o puntas de pluma, las cuales pulsan las cuerdas al presionar las teclas con los dedos. Las cuerdas son cortas y dispuestas en diagonal dentro de la caja. Existen espinetas de dos teclados, que se colocan uno sobresaliendo por debajo del otro como en el órgano.
Este instrumento tomó su nombre del constructor italiano Giovanni Spinetti, que residía en Venecia durante la segunda mitad del siglo xiii y que fue uno de los primeros fabricantes (ya que se conocen instrumentos parecidos en Italia en el siglo XI). El máximo esplendor de la espineta se sitúa en los siglos XVI y XVII. La espineta tiene las teclas sostenidas blancas y las otras negras. Tiene mucha similitud con el piano.